# Thrypticus pygmaeus
Thrypticus pygmaeus är en tvåvingeart som först beskrevs av Macquart 1828.  Thrypticus pygmaeus ingår i släktet Thrypticus och familjen styltflugor.
Artens utbredningsområde är Frankrike. Inga underarter finns listade i Catalogue of Life.